# Kahlenbach (Mosel)
Der Kahlenbach ist ein linker Nebenfluss der Mosel, der bei Bekond entspringt und nach 3,3 km bei Ensch gegenüber von Thörnich mündet. Das Wassereinzugsgebiet beträgt 5,3 km².
Im Kahlbachtal befinden sich die Kahlbachmühle und ein 18-Loch-Golfplatz.
Der Kahlenbach verläuft weitgehend parallel zur rheinland-pfälzischen Landesstraße 48.